# Кьорогли (фільм)
«Кьор-огли» (азерб. «Koroğlu») — азербайджанський радянський фільм 1960 року, знятий на кіностудії «Азербайджанфільм».

## Сюжет
Сюжет запозичений з азербайджанської версії тюркського (огузького) народного епосу Кьорогли, в якому відбувається боротьба з іноземними загарбниками і місцевими гнобителями.

## У ролях
- Афрасіяб Мамедов — Ровшан (Кьорогли)
- Лейла Бадірбейлі — Нігяр
- Агададаш Курбанов — Гасан-хан
- Дмитро Кіпіані — Джафар-хан
- Гіві Тохадзе — син грузина
- Ісмаил Дагестанли — Везир
- Аладдін Аббасов — посол
- Аліага Агаєв — коваль
- Марзія Давудова — епізод
- Мовсун Санані — епізод
- Мелік Дадашев — Ораб-Райхан
- Алі Курбанов — ашуг Джунун
- Тамілла Агамірова — Алагьоз
- Мухтар Манієв — Полад
- Мамед Алілі — епізод
- Мамедсадиг Нурієв — Коса Сафар
- Атамоглан Рзаєв — Долі-Гасан
- Салман Дадашев — Болу-бек
- Римма Мамедова — епізод
- Юсіф Юлдус — епізод
- Джейхун Мірзоєв — Джейхун
- Еммануїл Геллер — Шейх-воєначальник

## Знімальна група
- Режисер — Гусейн Сеїд-заде
- Сценарист — Сабіт Рахман
- Оператори — Володимир Мейбом, Федір Добронравов
- Композитор — Джангір Джангіров
- Художник — Петро Веременко